# Senan Kara
Senan Kara (Smirne, 9 agosto 1978) è un'attrice turca.

## Biografia
Nata nel 1978 a Smirne (Turchia), Senan Kara, dopo aver completato l'istruzione primaria e secondaria, ha deciso di iscriversi alla facoltà di belle arti, dipartimento teatrale dell'Università Dokuz Eylül, dove, al termine degli studi, ha conseguito la laurea. Durante gli anni universitari ha iniziato a recitare in teatro, attività che ha continuato anche nella sua carriera professionale. Dopo la laurea ha attirato l'attenzione prendendo parte a serie televisive, tra cui Karakolda Ayna Var e Yabancı Damat.
Nel 2016 e nel 2017 ha ottenuto il ruolo di Veronika nella serie Vatanım Sensin. Nel 2019 ha interpretato il ruolo di Kudret nella serie Kuzgun e ha compiuto il suo esordio al cinema nei film Cep Herkülü: Naim Süleymanoğlu e Bilmemek. Dal 2019 al 2021 ha fatto parte del cast della serie My Home My Destiny (Doğduğun Ev Kaderindir), nel ruolo di Nermin, e, tra il 2020 e il 2021, ha interpretato il ruolo di Melek Yılmaz nella serie Atiye. Nel 2023 ha ricoperto il ruolo di Vera Akıncı nella serie Io sono Farah (Adım Farah) e ha recitato nel film di Netflix Ultima chiamata per Istanbul (İstanbul İçin Son Çağrı), seguita nel 2024 dalla partecipazione alla serie İlk ve Son.

## Vita privata
Dal 2007 è sposata con l'attore Serhat Tutumluer, dal quale ha avuto un figlio.

## Filmografia
- Cep Herkülü: Naim Süleymanoğlu, regia di Özer Feyzioğlu (2019)
- Bilmemek, regia di Leyla Yılmaz (2019)
- Ultima chiamata per Istanbul (İstanbul İçin Son Çağrı), regia di Gönenç Uyanık (2023)

### Televisione
- Karakolda Ayna Var – serie TV (TRT 1, 2000)
- Yabancı Damat – serie TV, 5 episodi (Kanal D, 2004)
- Vatanım Sensin – serie TV, 31 episodi (Kanal D, 2016-2017)
- Kuzgun – serie TV, 9 episodi (Star TV, 2019)
- My Home My Destiny (Doğduğun Ev Kaderindir) – serie TV, 43 episodi (TV8, 2019-2021)
- Atiye – serie TV, 15 episodi (Netflix, 2020-2021)
- Io sono Farah (Adım Farah) – serie TV, 22 episodi (Fox, 2023)
- İlk ve Son – serie TV, 4 episodi (BluTV, 2024)

## Teatro
- Sihirli Flüt di Emanuel Schikaneder, presso il teatro cittadino di Istanbul (2000)
- Suç ve Ceza di Fëdor Dostoevskij, presso il teatro cittadino di Istanbul (2000)
- Lüküs Hayat di Ekrem Reşit Rey e Cemal Reşit Rey, presso il teatro cittadino di Istanbul (2000)
- Pembe Konağın Gelinleri di Gülsün Siren, presso il teatro cittadino di Istanbul (2000)
- Hamlet 2001 di William Shakespeare, presso il teatro cittadino di Istanbul (2001)
- Sarıpınar 1914 di Turgut Özakman, presso il teatro cittadino di Istanbul (2001)
- Hasır Şapka di Eugène Labiche, presso il teatro cittadino di Istanbul (2001)
- Sekiz Kadın di Robert Thomas, presso il teatro cittadino di Istanbul (2002)
- Gelin İle Kaynana di Carlo Goldoni, presso il teatro cittadino di Istanbul (2002)
- Güneşin Oğlu di Betül Avunç, presso il teatro cittadino di Istanbul (2002)
- Çengi di Ahmet Mithat Efendi (2003)
- Medea di Euripide (2004)
- Kim Kimi Kimle di Alan Ayckbourn, presso il teatro cittadino di Istanbul (2005)
- Ya Devlet Başa Ya Kuzgun Leşe di Orhan Asena, presso il teatro cittadino di Istanbul (2008)
- Kaset di Stephen Belber, presso il teatro Duru (2008)
- Kabare di Joe Masteroff, presso il teatro cittadino di Istanbul (2009)
- Kafes di Mario Fratti, presso il teatro cittadino di Istanbul (2010)
- 12. Gece di William Shakespeare, presso il teatro cittadino di Istanbul (2015)
- Sivrisinekler, presso il teatro cittadino di Istanbul (2023)

## Doppiatrici italiane
Nelle versioni in italiano dei suoi film e delle sue serie TV, Senan Kara è stata doppiata da:
- Anna Cugini[20] in Ultima chiamata per Istanbul[21]
- Tatiana Dessi[22] in My Home My Destiny[23]

## Riconoscimenti
- Adana Film Festival
  - 2020: Candidata come Miglior attrice per il film Bilmemek
- Ankara International Film Festival
  - 2020: Vincitrice come Miglior attrice non protagonista per il film Bilmemek
- Turkish Film Critics Association (SIYAD) Awards
  - 2021: Candidata come Miglior attrice per il film Bilmemek